# 野田紘史
野田 紘史（のだ こうじ、1986年8月17日 - ）は、福岡県久留米市出身の元プロサッカー選手。ポジションはディフェンダー（左SB）、ミッドフィールダー。

## 来歴
大学3年春までは、フォワードとしてプレイしていたが、3年生秋からサイドバックに転向した。4年生時には関西選手権優勝、総理大臣杯準優勝を経験している。
2008年6月24日、阪南大学在学中にセレッソ大阪へ特別指定選手として登録される。
そのセレッソ大阪からのオファーもあったものの、2008年10月7日に浦和レッドダイヤモンズへの加入が発表された。
しかし、浦和では7月まででベンチ入りはナビスコ杯での2試合のみ、出場はなし（サテライトで4試合に出場）と、ボランチからコンバートされた細貝萌や、同じくルーキーの永田拓也、高橋峻希にポジション争いで後塵を拝した。7月23日、J2のファジアーノ岡山FCへの期限付き移籍が発表された。移籍直後の8月2日、対アビスパ福岡戦でフル出場し、これがプロ公式戦デビューとなった。以後、岡山のスタメンに定着。
2009年12月11日、期限付き移籍期間が1年間延長されることが発表され、2010年も引き続き岡山でプレーする事が決定した。
2010年は岡山で左サイドバックのレギュラーに定着。シーズン終了後の2010年12月11日、2011年から浦和へ復帰することが発表された。
2011年、J1第8節、ベガルタ仙台戦に途中出場し、J1初出場を果たした。その後はなかなか出場機会に恵まれなかったが、J1第27節、鹿島アントラーズ戦で前半途中に故障した宇賀神友弥に替わって途中出場して以降は、徐々に試合出場を増やしていった。
2012年もなかなか出場機会に恵まれず、練習試合では競り合いの強さからCBも任された。J1第19節ジュビロ磐田からは出場機会も増えている。
2013年は新加入の森脇良太、那須大亮の加入とレギュラー定着により出場機会が少なくなってしまい、さらにはナビスコカップを除くリーグ戦1試合ベンチ入りと天皇杯2試合のみ90分間スタメンフル出場するも、結局2013年限りで契約満了で退団が発表された。
2014年、V・ファーレン長崎へ移籍。
2015年、ヴァンフォーレ甲府へ移籍するも7月にツエーゲン金沢へ完全移籍した。
2019年にラインメール青森FCへ移籍。2021年シーズンを最後に現役を引退した。

## 人物
- 性格も良く後輩の面倒見も良いため、サポーターから「アルティメットナイスガイ」と称されている。
- 2014年1月27日に入籍[12]。

## 所属クラブ
ユース経歴
- リトルキッカーズ
- 久留米市立城南中学校
- 筑陽学園高等学校
- 2005年 - 2008年 阪南大学
  - 2008年  セレッソ大阪 (特別指定選手)

プロ経歴
- 2009年 - 2013年  浦和レッドダイヤモンズ
  - 2009年7月 - 2010年  ファジアーノ岡山FC (期限付き移籍)
- 2014年  V・ファーレン長崎
- 2015年1月 - 同年7月  ヴァンフォーレ甲府
- 2015年7月 - 2018年  ツエーゲン金沢
- 2019年 - 2021年  ラインメール青森FC

## 個人成績
| 国内大会個人成績 | 国内大会個人成績 | 国内大会個人成績 | 国内大会個人成績 | 国内大会個人成績 | 国内大会個人成績 | 国内大会個人成績 | 国内大会個人成績 | 国内大会個人成績 | 国内大会個人成績 | 国内大会個人成績 | 国内大会個人成績 |
| 年度             | クラブ           | 背番号           | リーグ           | リーグ戦         | リーグ戦         | リーグ杯         | リーグ杯         | オープン杯       | オープン杯       | 期間通算         | 期間通算         |
| 年度             | クラブ           | 背番号           | リーグ           | 出場             | 得点             | 出場             | 得点             | 出場             | 得点             | 出場             | 得点             |
| 日本             | 日本             | 日本             | 日本             | リーグ戦         | リーグ戦         | リーグ杯         | リーグ杯         | 天皇杯           | 天皇杯           | 期間通算         | 期間通算         |
| ---------------- | ---------------- | ---------------- | ---------------- | ---------------- | ---------------- | ---------------- | ---------------- | ---------------- | ---------------- | ---------------- | ---------------- |
| 2008             | 阪南大           | 3                | -                | -                | -                | -                | -                | 2                | 0                | 2                | 0                |
| 2009             | 浦和             | 30               | J1               | 0                | 0                | 0                | 0                | -                | -                | 0                | 0                |
| 2009             | 岡山             | 50               | J2               | 18               | 0                | -                | -                | 0                | 0                | 18               | 0                |
| 2010             | 岡山             | 30               | J2               | 28               | 1                | -                | -                | 1                | 0                | 29               | 1                |
| 2011             | 浦和             | 12               | J1               | 10               | 0                | 3                | 0                | 2                | 0                | 15               | 0                |
| 2012             | 浦和             | 12               | J1               | 12               | 0                | 4                | 1                | 2                | 0                | 18               | 1                |
| 2013             | 浦和             | 12               | J1               | 0                | 0                | 0                | 0                | 2                | 0                | 2                | 0                |
| 2014             | 長崎             | 8                | J2               | 27               | 2                | -                | -                | 2                | 0                | 29               | 2                |
| 2015             | 甲府             | 13               | J1               | 9                | 0                | 6                | 0                | -                | -                | 15               | 0                |
| 2015             | 金沢             | 18               | J2               | 11               | 0                | -                | -                | 0                | 0                | 11               | 0                |
| 2016             | 金沢             | 18               | J2               | 30               | 1                | -                | -                | 0                | 0                | 30               | 1                |
| 2017             | 金沢             | 18               | J2               | 23               | 0                | -                | -                | 2                | 0                | 25               | 0                |
| 2018             | 金沢             | 18               | J2               | 0                | 0                | -                | -                | 0                | 0                | 0                | 0                |
| 2019             | 青森             | 2                | JFL              | 30               | 1                | -                | -                | -                | -                | 30               | 1                |
| 2020             | 青森             | 2                | JFL              | 15               | 0                | -                | -                | 1                | 0                | 16               | 0                |
| 2021             | 青森             | 2                | JFL              | 4                | 0                | -                | -                | -                | -                | 4                | 0                |
| 通算             | 日本             | 日本             | J1               | 31               | 0                | 13               | 1                | 6                | 0                | 50               | 1                |
| 通算             | 日本             | 日本             | J2               | 137              | 4                | -                | -                | 5                | 0                | 142              | 4                |
| 通算             | 日本             | 日本             | JFL              | 49               | 1                | -                | -                | 1                | 0                | 50               | 1                |
| 通算             | 日本             | 日本             | 他               | -                | -                | -                | -                | 2                | 0                | 2                | 0                |
| 総通算           | 総通算           | 総通算           | 総通算           | 217              | 5                | 13               | 1                | 14               | 0                | 244              | 6                |

- 2008年は特別指定選手としての出場はなし

その他の公式戦
- 2016年
  - J2・J3入れ替え戦 2試合0得点

- Jリーグ初出場： 2009年8月2日 J2第31節 vsアビスパ福岡戦 (レベルファイブスタジアム)
- Jリーグ初得点： 2010年10月31日 J2第32節 vs栃木SC (栃木県グリーンスタジアム)

| 国際大会個人成績 | 国際大会個人成績 | 国際大会個人成績 | 国際大会個人成績 | 国際大会個人成績 |
| 年度             | クラブ           | 背番号           | 出場             | 得点             |
| AFC              | AFC              | AFC              | ACL              | ACL              |
| ---------------- | ---------------- | ---------------- | ---------------- | ---------------- |
| 2013             | 浦和             | 12               | 0                | 0                |
| 通算             | AFC              | AFC              | 0                | 0                |